# Lucien Bouchardeau
Lucien Bouchardeau (1961. december 18. – 2018. február 20.) nigeri nemzetközi labdarúgó-játékvezető.

## Pályafutása

### Nemzeti játékvezetés
A küldési gyakorlat szerint rendszeres 4. bírói, illetve alapvonalbírói szolgálatot is végzett. Az I. Liga játékvezetőjeként 2002-ben vonult vissza.

### Nemzetközi játékvezetés
A Nigeri labdarúgó-szövetség Játékvezető Bizottsága (JB) terjesztette fel nemzetközi játékvezetőnek, a Nemzetközi Labdarúgó-szövetség (FIFA) 1994-től tartotta nyilván bírói keretében. A FIFA JB központi nyelvei közül a franciát és az angolt beszéli. Több válogatott és nemzetközi klubmérkőzést vezetett, vagy működő társának 4. bíróként segített. A nigeri nemzetközi játékvezetők rangsorában, a világbajnokság-Afrika-bajnokság sorrendjében az 1. helyet foglalja el 17 találkozó szolgálatával. Az aktív nemzetközi játékvezetéstől 2002-ben búcsúzott.

#### Labdarúgó-világbajnokság
A világbajnoki döntőhöz vezető úton Franciaországba a XVI., az 1998-as labdarúgó-világbajnokságra illetve Dél-Koreába és Japánba a XVII., a 2002-es labdarúgó-világbajnokságra a FIFA JB bíróként alkalmazta. Az előselejtezők során az Afrika (CAF) zónában végzett bírói szolgálatot. Franciaországban az általa vezetett mérkőzés után a FIFA JB tilalma ellenére nyilatkozott az újságíróknak, hogy kétségei vannak az olaszok javára megítélt büntetővel kapcsolatban. Sportszerűtlen magatartás miatt 1998-ban fegyelmileg hazaküldték a tornáról. Világbajnokságon vezetett mérkőzéseinek száma: 1.

##### 1998-as labdarúgó-világbajnokság

###### Selejtező mérkőzés
| Időpont           | Helyszín                   | Mérkőzés típusa                       | Mérkőzés                          | Eredmény |
| ----------------- | -------------------------- | ------------------------------------- | --------------------------------- | -------- |
| 1996. június 17.  | Városi Stadion, Accra      | előselejtező (első kör)               | Ghána–Tanzánia                    | 2 : 1    |
| 1997. január 12.  | Nemzeti Stadion, Kinshasa  | előselejtező (második kör/3. csoport) | Zaire–Kongó                       | 1 : 1    |
| 1997. április 5.  | Központi Stadion, Freetown | előselejtező (második kör/5. csoport) | Sierra Leone–Ghána                | 1 : 1    |
| 1997. április 27. | Városi Stadion, Yaoundé    | előselejtező (második kör/4. csoport) | Kamerun–Togo                      | 2 : 0    |
| 1997. június 8.   | Központi Stadion, Obuasi   | előselejtező (második kör/5. csoport) | Gabon–Sierra Leone                | 2 : 0    |
| 1997. október 4.  | Nemzeti Stadion, Szöul     | Ázsia (AFC) zóna (második kör)        | Dél-Korea–Egyesült Arab Emírségek | 3 : 0    |

###### Világbajnoki mérkőzés
| Időpont          | Helyszín                       | Mérkőzés típusa              | Mérkőzés          | Eredmény | Nézők száma |
| ---------------- | ------------------------------ | ---------------------------- | ----------------- | -------- | ----------- |
| 1998. június 11. | Parc Lescure Stadion, Bordeaux | csoportmérkőzés (B. csoport) | Olaszország–Chile | 2 : 2    | 31 800      |

##### 2002-es labdarúgó-világbajnokság

###### Selejtező mérkőzés
| Időpont           | Helyszín                     | Mérkőzés típusa           | Mérkőzés                                         | Eredmény | Nézők száma |
| ----------------- | ---------------------------- | ------------------------- | ------------------------------------------------ | -------- | ----------- |
| 2001. március 10. | Martyrs Stadion, Kinshasa    | előselejtező (D. csoport) | Kongói Demokratikus Köztársaság–Elefántcsontpart | 1 : 2    | 50 000      |
| 2001. május 6.    | International Stadion, Kairó | előselejtező (C. csoport) | Egyiptom–Szenegál                                | 1 : 0    | 75 000      |
| 2001. június 29.  | Június 11 Stadion, Tripoli   | előselejtező (A. csoport) | Líbia–Angola                                     | 1 : 1    | 2 000       |
| 2001. július 15.  | Városi Sport Stadion, Accra  | előselejtező (B. csoport) | Ghána–Szudán                                     | 1 : 0    | 7 000       |

#### Afrikai nemzetek kupája
Dél-Afrikába a 20., az 1996-os afrikai nemzetek kupáját, Elefántcsontpartba a 21., az 1998-as afrikai nemzetek kupáját, valamint Maliba a 23., a 2002-es afrikai nemzetek kupáját rendezték, ahol a CAF JB játékvezetői szolgálattal bízta meg.

##### 1996-os afrikai nemzetek kupája

###### Selejtező mérkőzés
| Időpont           | Helyszín                | Mérkőzés típusa           | Mérkőzés      | Eredmény | Nézők száma |
| ----------------- | ----------------------- | ------------------------- | ------------- | -------- | ----------- |
| 1995. április 22. | Központi Stadion, Dakar | előselejtező (2. csoport) | Szenegál–Togo | 5 : 1    | 20 000      |

###### Afrikai Nemzetek Kupája mérkőzés
| Időpont          | Helyszín                   | Mérkőzés típusa        | Mérkőzés            | Eredmény | Nézők száma |
| ---------------- | -------------------------- | ---------------------- | ------------------- | -------- | ----------- |
| 1996. január 24. | FNB Stadion, Johannesburg  | selejtező (A. csoport) | Dél-Afrika–Egyiptom | 0 : 1    | 0000        |
| 1996. január 31. | Kings Park Stadion, Durban | egyik elődöntő         | Tunézia–Zambia      | 4 : 2    | 5 000       |

##### 1998-as afrikai nemzetek kupája

###### Afrikai Nemzetek Kupája mérkőzés
| Időpont           | Helyszín                       | Mérkőzés típusa        | Mérkőzés           | Eredmény | Nézők száma |
| ----------------- | ------------------------------ | ---------------------- | ------------------ | -------- | ----------- |
| 1998. február 13. | Városi Stadion, Bobo-Dioulasso | selejtező (D. csoport) | Marokkó–Mozambik   | 3 : 0    | 3 000       |
| 1998. február 22. | Városi Stadion, Ouagadougou    | egyik negyeddöntő      | Marokkó–Dél-Afrika | 1 : 2    | 2 000       |

##### 2002-es afrikai nemzetek kupája

###### Selejtező mérkőzés
| Időpont         | Helyszín                   | Mérkőzés típusa           | Mérkőzés           | Eredmény | Nézők száma |
| --------------- | -------------------------- | ------------------------- | ------------------ | -------- | ----------- |
| 2001. június 3. | Központi Stadion, Monrovia | előselejtező (2. csoport) | Libéria–Dél-Afrika | 1 : 1    |             |

#### Olimpiai játékok
Az 1996. évi nyári olimpiai játékok labdarúgó tornáján a FIFA JB bírói szolgálatra alkalmazta.

##### 1996. évi nyári olimpiai játékok
| Időpont          | Helyszín                         | Mérkőzés típusa              | Mérkőzés                   | Eredmény | Nézők száma |
| ---------------- | -------------------------------- | ---------------------------- | -------------------------- | -------- | ----------- |
| 1996. július 20. | Legion Field Stadion, Birmingham | csoportmérkőzés (A. csoport) | Egyesült Államok–Argentína | 1 : 3    | 83 183      |
| 1996. július 23. | Legion Field Stadion, Birmingham | csoportmérkőzés (C. csoport) | Mexikó–Dél-Korea           | 0 : 0    | 26 111      |
| 1996. július 23. | Citrus Bowl Stadion, Orlandó     | csoportmérkőzés (D. csoport) | Japán–Magyarország         | 3 : 2    | 20 834      |

#### Konföderációs kupa
Szaúd-Arábia adott otthont a 3., az 1997-es konföderációs kupa tornának, ahol a FIFA JB hivatalnokként alkalmazta.

##### 1997-es konföderációs kupa
| Időpont            | Helyszín                       | Mérkőzés típusa              | Mérkőzés            | Eredmény | Nézők száma |
| ------------------ | ------------------------------ | ---------------------------- | ------------------- | -------- | ----------- |
| 1997. december 14. | II. Fahd király Stadion, Rijád | csoportmérkőzés (A. csoport) | Ausztrália–Brazília | 0 : 0    | 15 000      |
| 1997. december 19. | II. Fahd király Stadion, Rijád | egyik elődöntő               | Brazília–Csehország | 2 : 0    | 28 000      |
| 1997. december 21. | II. Fahd király Stadion, Rijád | bronztalálkozó               | Csehország–Uruguay  | 1 : 0    | 27 000      |